# Je moet je verdriet verbijten (album)
Je moet je verdriet verbijten is een studioalbum van Gerard Cox. Ter promotie van het album werd een gelijknamige single uitgegeven. De verkoopresultaten vielen tegen, want noch het album noch de single haalden de hitlijsten van toen. Dat werd mede veroorzaakt door het feit dat veel liedjes op dit album al eerder op een album van Cox te beluisteren waren. 

## Muziek
| Nr. | Titel                             | Duur |
| --- | --------------------------------- | ---- |
| 1.  | Je moet je verdriet verbijten     |      |
| 2.  | Samen op de Charloise Lagedijk    |      |
| 3.  | Een mooi verhaal                  |      |
| 4.  | Ik kom d’r alweer aardig overheen |      |
| 5.  | De commensaal (Drs. P)            |      |
| 6.  | Coen                              |      |

| Nr. | Titel                                      | Duur |
| --- | ------------------------------------------ | ---- |
| 1.  | Fantasieën van een vader                   |      |
| 2.  | Tegen de tijd dat ‘k in Parijs ben         |      |
| 3.  | Dans op die ouwe manier (Charles Aznavour) |      |
| 4.  | Allemaal zijn we kapitalisten              |      |
| 5.  | Brief van een ouwe moeder (J.H. Speenhoff) |      |
| 6.  | Die goeie ouwe tijd                        |      |